# Bosporostyskar

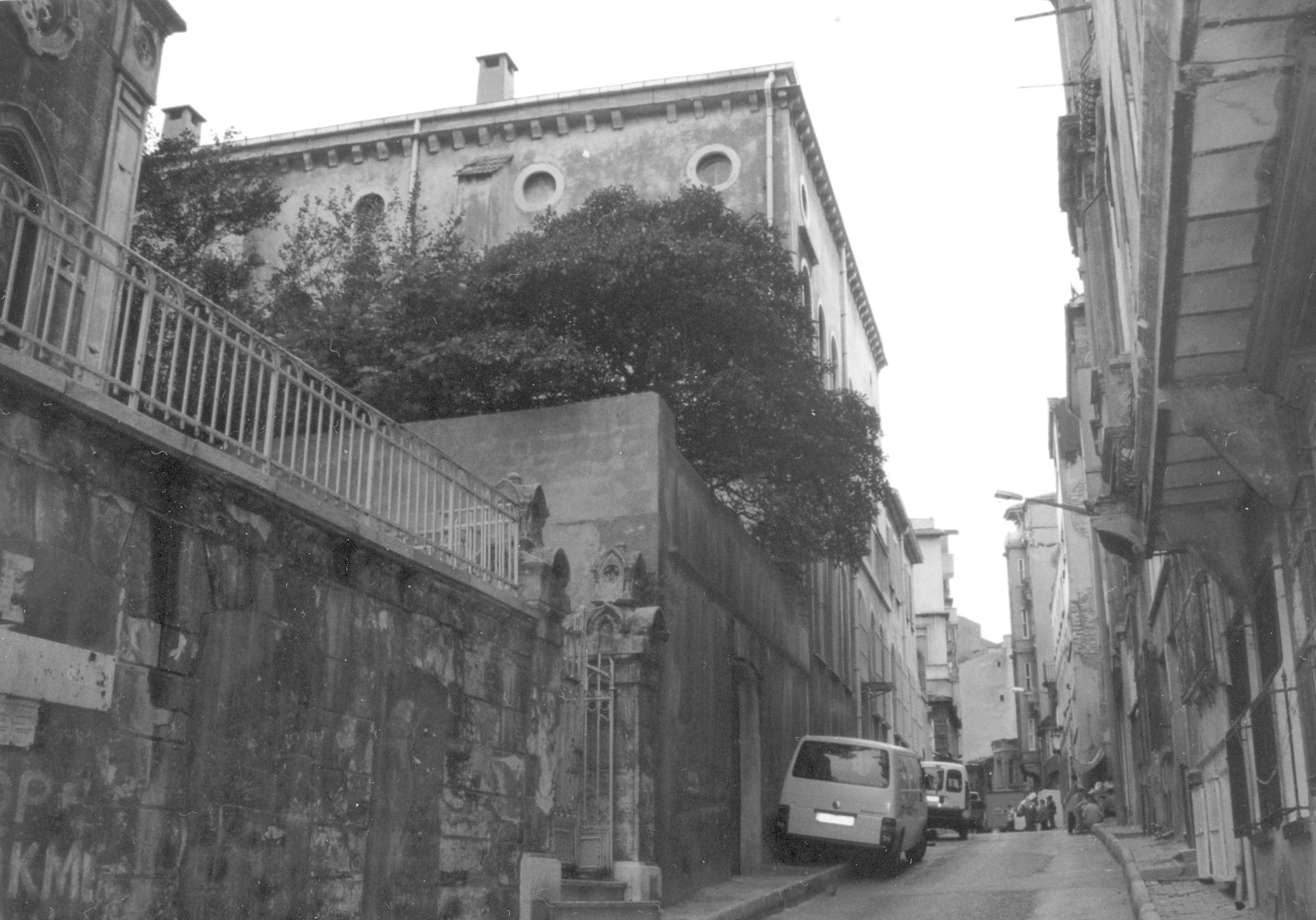
Den evangelisk-lutherska tyskspråkiga kyrkan i Istanbuldistriktet Beyoğlu.

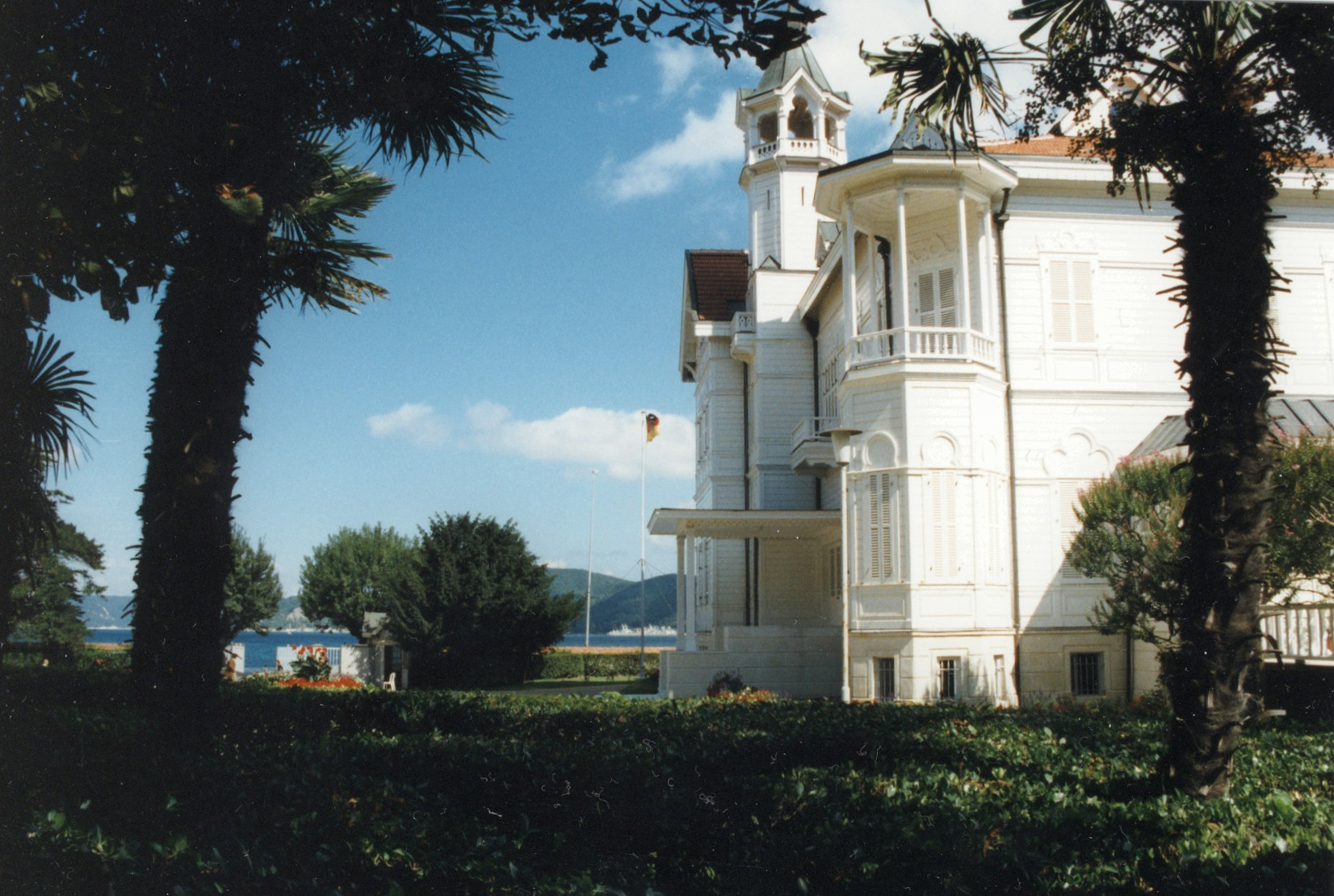
Den tyska ambassadörens historiska sommarresidens.

Bosporustyskar kallas de etniska tyskar och österrikare som är bosatta i Turkiet och främst i Istanbul, och som delvis härstammar från invandrade familjer från den senare delen av 1800-talet. 2009 förmodades det att de uppgick till omkring 25 000 personer.

## Historia
För det mesta är de europeiska utlänningar som genom århundraden har bott i Istanbul, exempelvis italienska handelsfolk, försvunna folkslag eller folkslag som har minskat till obetydliga mängder. På 1800-talet fanns det fortfarande också en betydande kristen icke-turkisk befolkning från närliggande regioner i staden – greker, armenier – kallade levantiner (Leventi). Dessa utländska individer har satt en prägel på Istanbuls nyare stadsbild, bland annat med sin jugendstil som man byggde i metropolen.
Den första tyska invandrarvågen till Istanbul utgjordes av hantverkare och handelsmän, och senare av rådgivare knutna till den tyska militärmissionen i osmanska riket för att bygga upp och modernisera den osmanska armén. Bland de sistnämnda kan nämnas officerarna Colmar von der Goltz och Otto Liman von Sanders. En kritisk krönikör från dessa år var den tyske journalisten Friedrich Schrader, som arbetade och levde i Istanbul från 1891 till 1918. I sin bok Eine Flüchtlingsreise durch die Ukraine beskriver han de vedervärdigheter som drabbade bosporostyskarna efter krigsnederlaget 1918. Nästan alla tyskar och österrikare internerades och deporterades av de allierade. Bland undantagen kan nämnas de som var knutna till det osmanska hovet, som hovkapellmästaren Paul Lange, far till den amerikanske dirigenten Hans Lange.
Under nationalsocialismens tid fann många flyktingar från Tyskland och Österrike sin tillflykt i Turkiet. Bland dem kan nämnas bildhuggaren Rudolf Belling, arkitekten Bruno Taut och kompositören Paul Hindemith. Det var omkring 1 000 tyskar och österrikare i gruppen som 1938 var förklarades statslösa samt deras familjer.
En tredje våg kom från och med 1970-talet, övervägande affärsmän knutna till tyska företag eller deras partnerföretag i Turkiet.